# Puyrenier
Puyrenier korábbi község Franciaországban, Dordogne megyében. Lakosainak száma 55 fő (2018. január 1.). Puyrenier Saint-Sulpice-de-Mareuil községgel határos.
2017. január 1-jén nyolc másik korábbi községgel egyesült és az így létrejött Mareuil en Périgord új község része lett.

## Népesség
A település népességének változása:
| Lakosok száma | 58   | 63   | 52   | 62   | 55   | 57   | 63   | 59   | 56   | 55   |
|               | 1968 | 1975 | 1982 | 1990 | 1999 | 2011 | 2013 | 2015 | 2017 | 2018 |